# ژوزفین (تگزاس)
ژوزفین، تگزاس(به انگلیسی: Josephine, Texas) شهری در ایالت تگزاس از ایالات جنوبی ایالات متحده آمریکا است. در سرشماری سال ۲۰۰۰، جمعیت این شهر ۵۹۴ نفر اعلام شد.